# أبو عبد السلام
أبو عبد السلام (2 ديسمبر 1946 - 11 أكتوبر 2022)، (اسمه الحقيقي: جعفر أولفقي)، هو عالم مُسلم جزائري، كان عضوًا في لجنة الفتوى بوزارة الشؤون الدينية و الأوقاف. يعتبر الشيخ أبو عبد السلام أحد مشاهير المفتيين في الجزائر، حيث كان يظهر في برنامج أسبوعي على التلفزيون الحكومي، كما كان له أيضا برنامج في الإذاعة الحكومية.

## حياته
هو: جعفر أولفقي، المُكنى بأبي عبد السلام، من مواليد قرية توريرث بلدية تمقرة دائرة أقبو ولاية بجاية في 2 ديسمبر 1946، -قرأ القرآن في مسجد قريته، ثم توقف عن الدراسة بسبب ثورة التحرير، وبعدها استأنف الدراسة مع العمل.
- تحصل على الشهادة الابتدائية، ثم المتوسطة، ثم النجاح للدخول إلى الجامعة مع مركز التحضير للدراسات العليا.
- تحصل على شهادة الليسانس في اللغة العربية وآدابها سنة 1974م، ثم أكمل سنة رابعة استدراكا في سنة 1983م، وذلك للتسجيل في الدراسات ما بعد التدرج.
- تحصل على شهادة الماجستير في الفقه وأصوله بتقديم رسالة في بدايتها كانت “المصالح المرسلة وسد الذرائع في الفقه المالكي”، ثم وبإشارة من المشرف اقتصر على ”سد الذرائع في الفقه المالكي”.

## وفاته
توفي بسكتة قلبية يوم الثلاثاء 11 أكتوبر 2022 في أحد الحمامات المعدنية ببلدة حمام السخنة في ولاية سطيف عن عمر ناهز 76 عامًا.